# アトロキサーゼ
アトロキサーゼ(Atroxase、)は、酵素である。この酵素は、インスリンB鎖のHis5-Leu、Ser9-His、His10-Leu、Ala14-Leu、Tyr16-Leu結合を切断する反応を触媒する。
このエンドペプチダーゼは、ニシダイヤガラガラヘビの毒に含まれる。